# Lydia Cheromei
Lydia Cheromei (Baringo, 11 de maio de 1977) é uma atleta queniana especializada nas provas de longa distância. Foi medalha de bronze nos 10000 metros no Campeonato Mundial de Juniores de 1990 e campeã júnior do Campeonato Mundial de Corta-Mato de 1991 com apenas 13 anos. Seu irmão, Joseph Cheromei também é corredor.
Participou dos Jogos Olímpicos de 1996 em Atlanta e de 2000 em Sydney, ambas as vezes competindo na prova de 5000 metros. 
Lydia passou a maior parte do tempo inativa entre 1994 e 1997 e entre 2001 e 2004. Venceu a Corrida de São Silvestre em três oportunidades: 1999, 2000 e 2004.